# 동선령 전투
동선령 전투는 1637년 병자호란 당시 정방산성에 주둔한 도원수 김자점과 이완이 동선령으로 조선군을 추격해온 청군과 싸워 승리한 전투이다.

## 전투
수안군수에 임명된 이완은 청군이 쳐들어와 전쟁이 터졌다는 소식을 듣고 도원수 김자점을 돕기 위해 많지 않은 병력을 이끌고 정방산성으로 향하였다. 이완의 군대와 합류한 김자점은 청군이 기병대가 많고 뛰어난 군대라 적은 수의 군사로는 대적할 수 없으므로, 길목이 좁아 기습을 가하기 좋은 지형인 동선령에 진을 쳤다. 이완은 동선령에 조총으로 무장한 군사를 매복시켰고, 청군이 동선령에 들어오면 일제히 사격을 가하라고 군사들에게 명령하였다. 이때, 청군 몇백여명이 동선령에 들어오자, 조선군은 맹렬히 조총을 쏘았고, 조선군의 위력적인 조총 공격에 동선령에 들어온 청군은 전멸하였다. 그 후 이완은 군사들을 데리고 정방산성으로 돌아갔다. 다음날, 이완이 정방산성에 올라 토산을 바라보니, 황색 깃발을 단 부대가 보이자 이완은 저 부대가 홍타이지의 부대인 것을 확신하고 토산으로 올라가 진을 치고 청군과 싸울 준비를 하였다. 이때 이완은 함경 남병사의 군대가 도착했다는 내용을 알게 되었는데, 이는 청의 기병 부대를 함경 남병사의 군대로 오인한 것이였다. 청군은 이완을 도원수 김자점으로 착각하고 10겹으로 이완의 군대를 포위하였다. 조선군은 이완의 지휘 아래에서 싸웠고, 이완에게 군관 윤지륜이 청군을 공격하여 빠져나갈 것을 주장하였으나, 이완은 후퇴하지 않고 전멸할 때까지 싸우는 것을 주장하였다. 이때, 이완이 청군의 활을 맞고 쓰러졌고, 하는 수 없이 주인 없는 말을 타고 소수의 군사들을 거느리고 후퇴하였다. 이완의 조선군은 이 싸움에서 청군에게 대부분 격퇴되었다. 이완은 후퇴하던 도중 구사일생으로 도원수 김자점의 어영군을 만나게 되고, 이완은 청군에게 빼앗긴 물자를 다시 되찾기 위해 김자점의 어영군 100명을 거느리고 청군을 타격하였다. 청군은 어영군들의 사기가 보통이 아님을 알고 조선군에게서 탈취한 물자들을 버리고 달아났다. 청군은 다시 조선군을 공격하려 했으나, 시간을 너무 오래 끌 수는 없어 공격을 포기하고 군사를 돌려 남하하였다. 그 후 이완은 군사들을 수습하고 정방산성으로 향한 후 군사와 장수들의 상태를 점검하니 살아남은 군사와 장수가 그리 많지 않았으며, 특히 도원수 김자점은 전투 도중에 공격으로 인해 심각한 상처를 입었다.

## 결과
동선령 전투는 잘 알려지지 않았으나, 광교산 전투, 백동 전투와 더불어 병자호란의 많지 않은 조선군의 승전이였다. 그러나 조선 측에서도 도원수 김자점이 큰 부상을 입었고, 많은 군사와 장수들이 전사하였다.